# جید
جید دهکده‌ای است که در استان اردبیل، شهرستان نمین قرار دارد.
نام قدیم جید، بزرگمهر می‌باشد که با گذشت زمان نام آن تغییر کرد. دراین روستا آثار باستانی مربوط دوره هخامنشیان نیز یافت شده‌است.
دراین روستا آثار به جا مانده از چند شاه نیز وجود دارد و نشانه‌هایی از جنگ و درگیری نیز در این روستای باستانی یافت می‌شود.
محوطه کهنه جید مربوط به سده‌های اولیه  زمان حکومت ساسانیان و هخامنشان است و در شهرستان نمین، روستای جید واقع شده و این اثر در تاریخ ۲۷ مرداد ۱۳۸۲ با شمارهٔ ثبت ۹۶۸۴ به‌عنوان یکی از آثار ملی ایران به ثبت رسیده است. آثار متعددی از این روستا از دوره هخامنشیان و ساسانیان کشف شده است.
۷۵۴ نفر (سرشماری ۹۵)

## مذهب و زبان
زبان مردم روستا تالشی و شیعه مذهب و سنی مذهب هستند.
روستای جید یکی از روستاهای قدیمی نمین می باشد. در این روستا دو قلعه قدیمی وجود داشت که با گذر زمان در زیر تپه قرار گرفته اند. در این روستا با توجه به آثار باستانی متنوع از چندین سلسله شاهنشاهی اشیاء زیادی کشف شده است.
روستای جید قبلاً در ۲۰۰ متری صفر مرزی ایران و جمهوری آذربایجان قرار داشت اما به دلایل آب هوایی مردم روستا به دو کیلومتر پایین تر به سمت نمین تغییر مکان دادند. که از روستای قدیمی آثاری باقی مانده است با گویش محلی به کانه جید (جید قدیم) معرفی میشود.
این ملک در اختیار نوادگان مرحوم آقارشیدخان احمدی جید قرار دارد. روسومات بیشتر روستا از ادیان پدرانشان که زرتشتی بوده اند می باشد اما بعد از ورود اسلام به ایران مردم روستا به سمت اسلام گرایش پیدا کردند.